# Мединівська сільська рада
Мединівська сільська рада — колишня адміністративно-територіальна одиниця та орган місцевого самоврядування у Народицькому, Чоповицькому, Малинському і Коростенському районах Коростенської і Волинської округ, Київської й Житомирської областей з адміністративним центром у с. Мединівка.

## Населені пункти
Сільській раді були підпорядковані населені пункти:
- с. Мединівка
- с. Великий Ліс

## Населення
Кількість населення ради, станом на 1923 рік, становила 1 079 осіб, кількість дворів — 209.
Відповідно до результатів перепису населення СРСР, кількість населення ради, станом на 12 січня 1989 року, становила 495 осіб.
Станом на 5 грудня 2001 року, відповідно до перепису населення України, кількість мешканців сільської ради становила 352 особи.

## Склад ради
Рада складалася з 12 депутатів та голови.

### Керівний склад сільської ради
| ПІБ                        | Основні відомості                                                                     | Дата обрання | Дата звільнення |
| -------------------------- | ------------------------------------------------------------------------------------- | ------------ | --------------- |
| Каленська Лідія Іванівна   | Сільський голова, 1956 року народження, освіта, позапартійна                          | 26.03.2006   | 31.10.2010      |
| Мельник Людмила Миколаївна | Сільський голова, 1971 року народження, освіта середня загальна, член Партії регіонів | 31.10.2010   |                 |

Примітка: таблиця складена за даними джерела

## Історія
Створена 1923 року в складі с. Мединівка та хутора Великий Ліс Татарновицької волості Коростенського повіту Волинської губернії.
Станом на 1 вересня 1946 року сільська рада входила до складу Чоповицького району Житомирської області, на обліку в раді перебували с. Мединівка та х. Великий Ліс.
На 1 січня 1972 року сільська рада входила до складу Коростенського району Житомирської області, на обліку в раді перебували села Великий Ліс та Мединівка.
Виключена з облікових даних 17 липня 2020 року. Територію та населені пункти ради, відповідно до розпорядження Кабінету Міністрів України № 711-р від 12 червня 2020 року «Про визначення адміністративних центрів та затвердження територій територіальних громад Житомирської області», включено до складу Коростенської міської територіальної громади Коростенського району Житомирської області.
Входила до складу Народицького (7.03.1923 р.), Чоповицького (23.02.1927 р., 17.02.1935 р.), Малинського (5.02.1931 р., 28.11.1957 р., 4.01.1965 р.) та Коростенського (30.12.1962 р., 19.04.1965 р.) районів.